# 이동열
이동열 (한국 한자: 李東烈, 1998년 12월 13일 ~ )은 대한민국의 가수로 보이 그룹 업텐션의 서브보컬과 서브래퍼를 맡았었다.

## 학력
- 한림연예예술고등학교 (2015년 3월~2018년 2월) 연예과 졸업
- 글로벌사이버대학교 방송연예과 (재학)